# Ракетный обстрел Украины 8 июля 2024 года
Утром 8 июля 2024 года в ходе вторжения в Украину российские войска совершили очередную массированную ракетную атаку против Украины. Было запущено около 40 ракет разных типов, которые атаковали Киев, Днепр, Кривой Рог, Краматорск, Славянск, Покровск.
В частности, в Киеве Россия нанесла ракетный удар по медицинскому центру «Охматдет» — крупнейшей детской больницы Украины, в которой на тот момент пребывали 627 детей. Погибли два человека и ранены 32. В Кривом Роге от удара по административному зданию горно-добывающего комбината погибли 10 человек, 47 получили ранения, из которых 10 — тяжёлые.
Всего в результате ракетных ударов погибли 47 мирных жителей Украины, среди которых — пятеро детей. Ещё более 190 человек, в том числе 13 детей, получили ранения.

## Предыстория
Нападение произошло за день до трёхдневного саммита НАТО в Вашингтоне, где западные лидеры должны были заверить Украину в «непоколебимой поддержке» Киева.

## Ход событий
Около 3 часов ночи на всей территории Украины была объявлена воздушная тревога. ВС РФ из Саратовской области запустили по территории Украины четыре ракеты Х-101 (сбиты три), а из Крыма и Курской области — две баллистические ракеты «Искандер-М».
Около 10 утра на всей территории Украины снова была объявлена масштабная воздушная тревога, украинские СМИ сообщили о вхождении российских ракет в воздушное пространство Украины. Основной целью атаки стал Киев. По украинским данным, в нанесении удара участвовали как минимум 6 ракетоносцев Ту-95 с ракетами Х-101 и два самолёта МиГ-31 с ракетами «Кинжал». Во второй волне ударов были запущены ракета «Кинжал», ракета 3М22 «Циркон», 14 ракет «Калибр», 4 ракеты «Искандер-М», 13 крылатых ракет Х-101, две ракеты Х-22 и три ракеты Х-59/69. По информации Института изучения войны, ссылающегося на Воздушные силы Украины, ПВО Украины сбили две ракеты Х-101 в первой волне ударов, одну ракету Х-47, 11 ракет Х-101, три ракеты «Искандер», 12 ракет «Калибр» и три ракеты Х-59/69 во второй серии атак.

### Киев

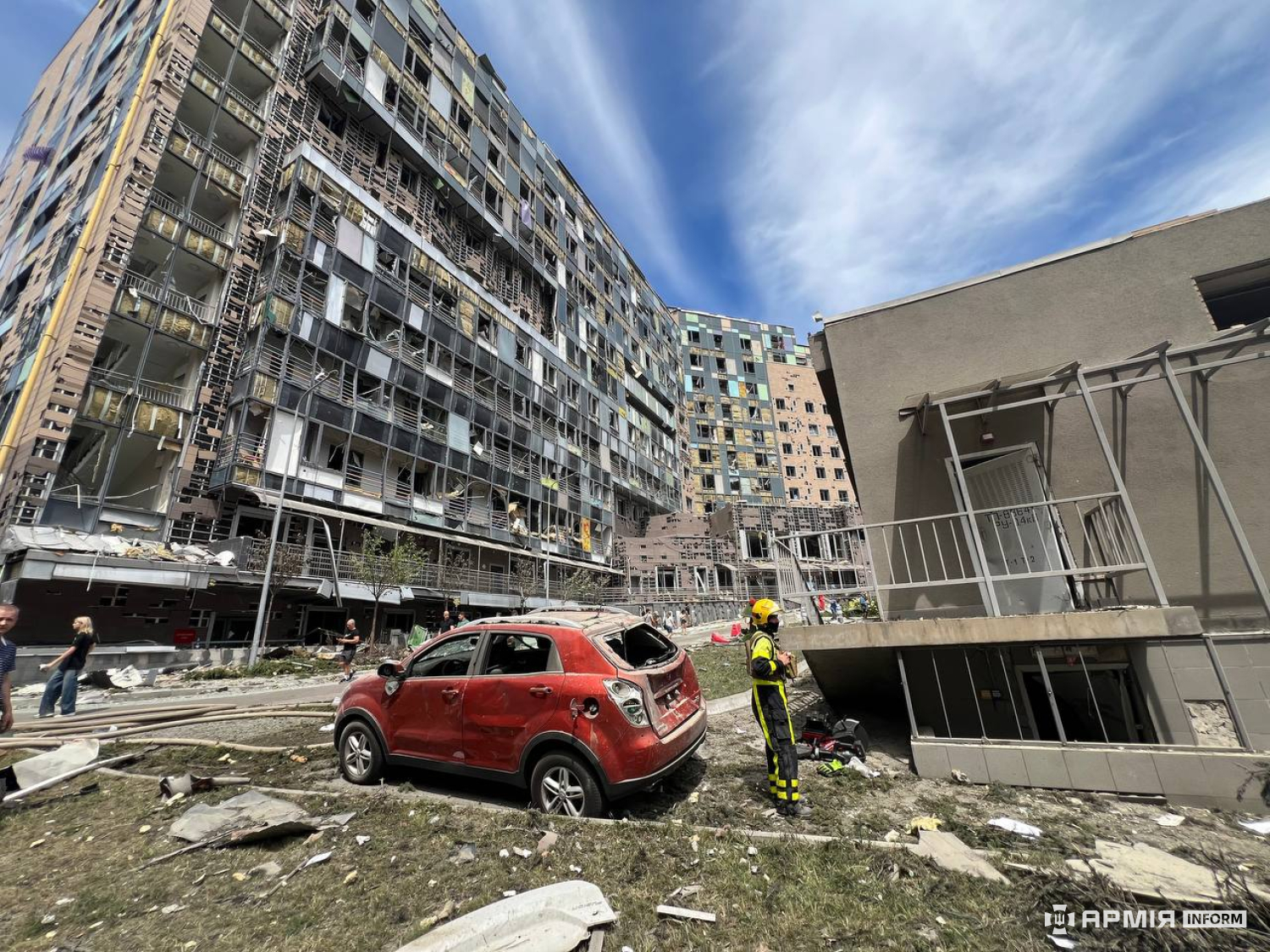
Разбитые стекла в крупном корпусе больницы «Охматдет»

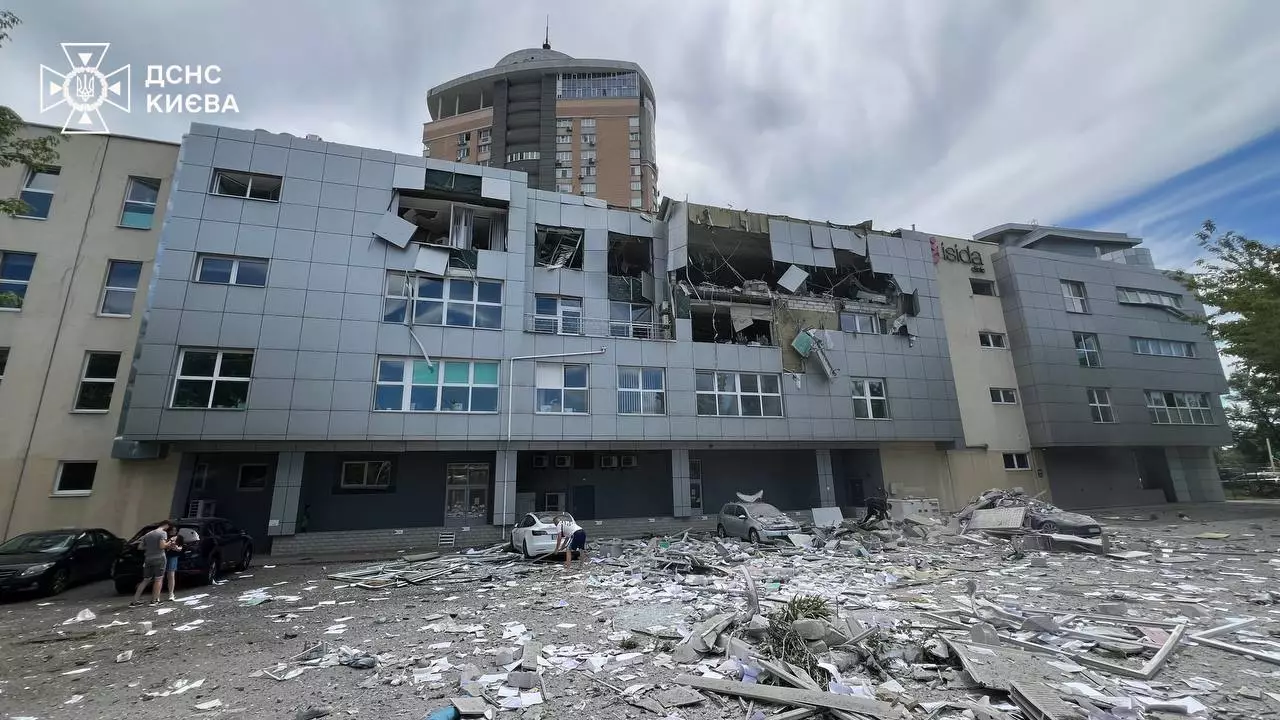
Повреждённое здание, где расположены медицинские центры «Исида» и «Адонис», в Киеве (Днепровский район)

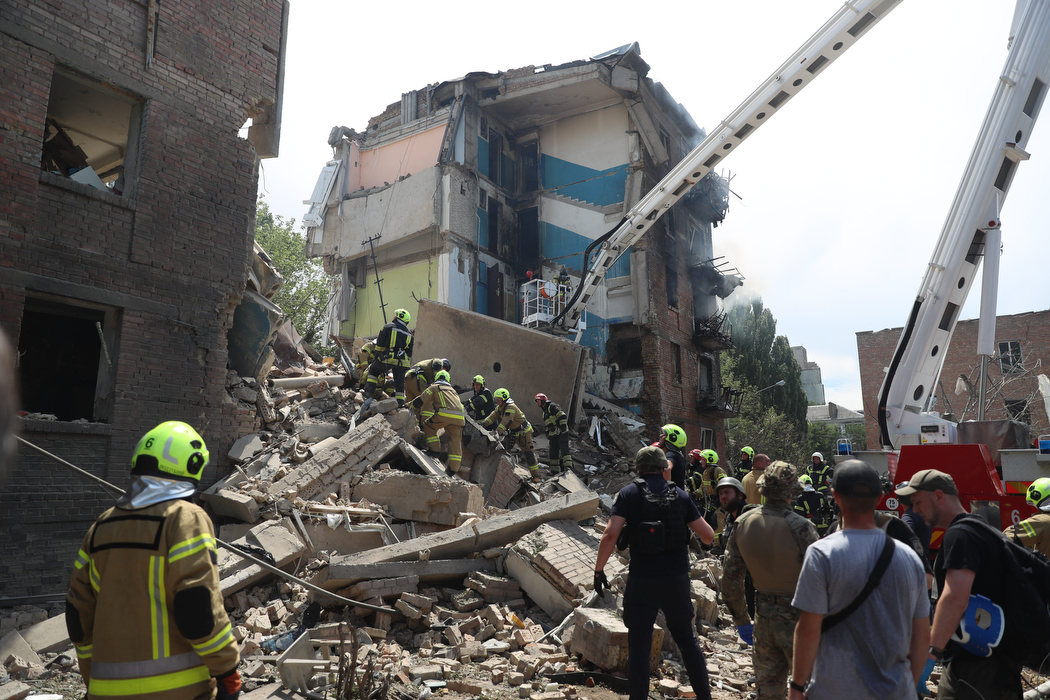
Разрушенный дом в Киеве (Сырец)

Около 10:30 украинские СМИ сообщили о многочисленных взрывах в Киеве, а также о падениях обломков. Около 11:00 стало известно о попадании российской ракеты в детскую больницу «Охматдет». Пострадали четыре лечебных и один административный корпус. Разрушен корпус токсикологии, где находились дети на диализе, повреждены реанимационные, операционные и онкологическое отделение. Частично разрушена единственная в стране онкогематологическая лаборатория. Погибли двое человек (врач больницы и родственник пациента), позднее скончался мальчик, раненый при ударе.
Кроме того, обломками было повреждено здание в Днепровском районе, где расположены центр матери и ребёнка Isida и частная клиника Adonis. В последней погибли 9 человек и ранены 5. Пострадали бизнес-центр в Соломенском районе (7 погибших), два жилых дома (в одном из которых обрушился подъезд и погибли 13 человек, в том числе 5 детей), разрушены или повреждены три электроподстанции компании «ДТЭК». Два человека погибли около станции метро «Лукьяновская». Также 6 российских ракет нанесли удары по заводу военных компонентов «Артём», ранее выпускавшему боевые ракеты для нужд ВСУ, находящемуся примерно в одном километре от больницы «Охматдет». Последствия ударов зафиксированы в 7 районах Киева. Повреждены 129 зданий, ликвидированы 11 пожаров. Удары по Киеву сами самыми мощными за последние четыре месяца.

### Кривой Рог
В Кривом Роге в результате удара по административному зданию промышленного предприятия СевГОК группы «Метинвест» погибли 10 человек, 47 получили ранения, из которых 10 — тяжёлые. Глава местной администрации Александр Вилкул подчеркнул, что все погибшие и раненые — гражданские лица.

### Другие города

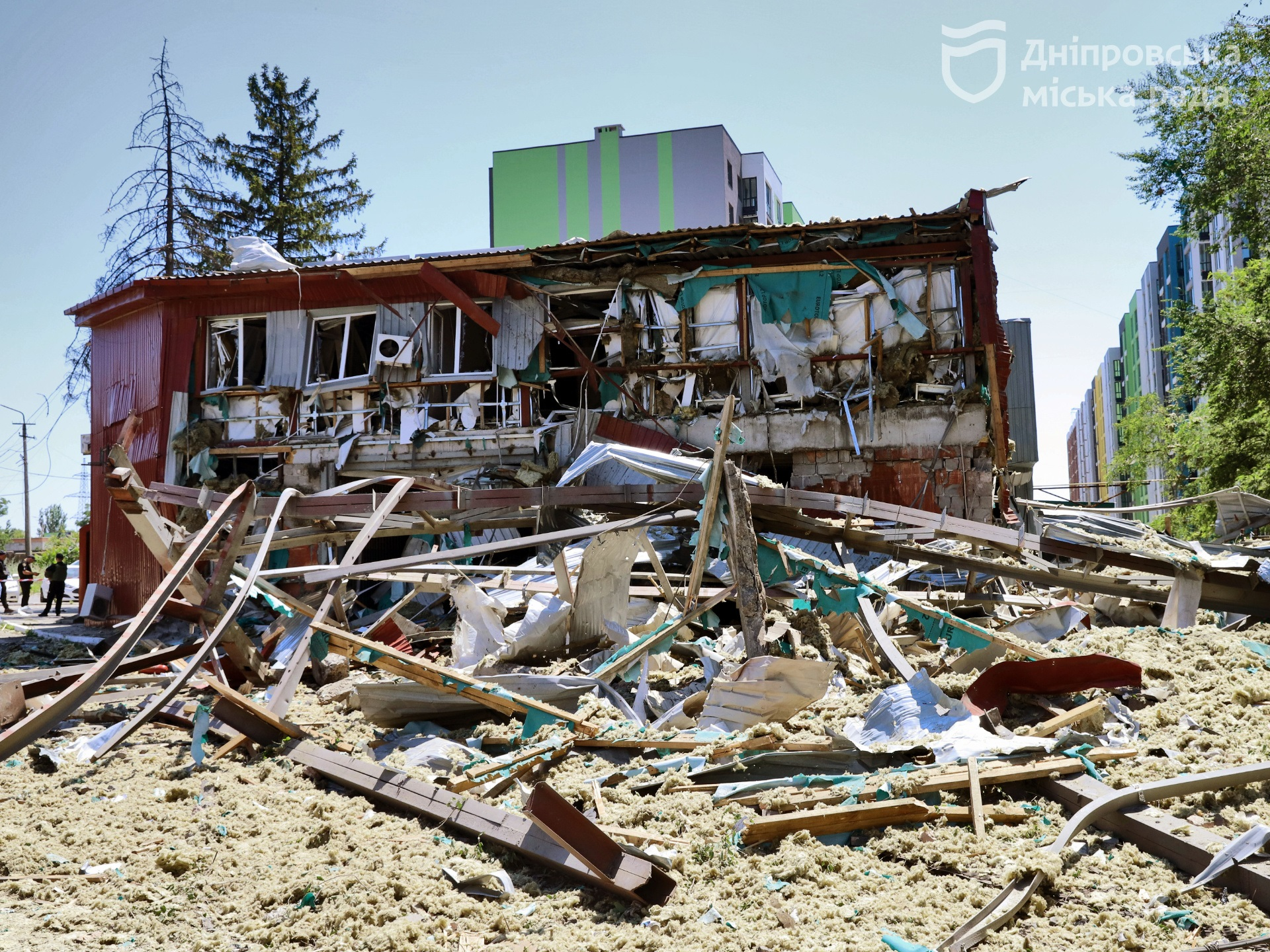
Пострадавшая станция техобслуживания в Днепре

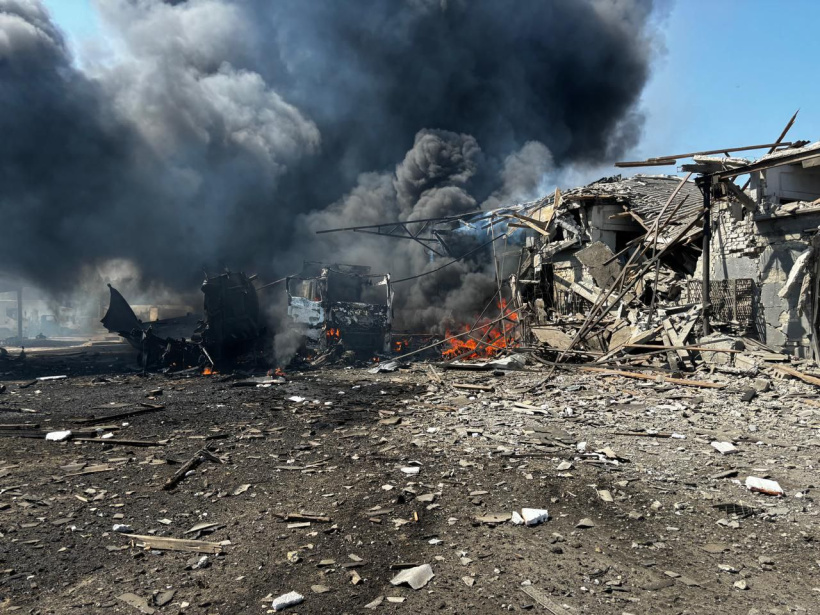
Разрушения в Покровске

В Днепре было несколько ракетных прилётов, в результате которых было повреждено жилое многоэтажное здание и станция техобслуживания. Сообщалось об одном погибшем и 12 пострадавших.
В Покровске в результате российской атаки по промышленному предприятию погибло трое человек.

## Последствия

### Жертвы
Всего в результате ракетных ударов погибли 47 мирных жителей Украины, среди которых — пятеро детей. Ещё 190 человек, в том числе 13 детей, получили ранения. В Киеве погибли 33 человека (в том числе 5 детей) и пострадали 120. В Днепропетровской области погибли 11 человек и пострадали 59. В Покровске погибли три человека. Владимир Зеленский заявил, что в Киеве были госпитализированы 64 человека, в Кривом Роге — 28, в Днепре 6.

### В культуре
9 июля было объявлено в Киеве и Кривом Роге днём траура.
В день удара украинская теннисистка Элина Свитолина, играя в 1/8 финала Уимблдона, вышла на корт с траурной чёрной лентой на футболке.

## Обстоятельства атаки по больнице «Охматдет»

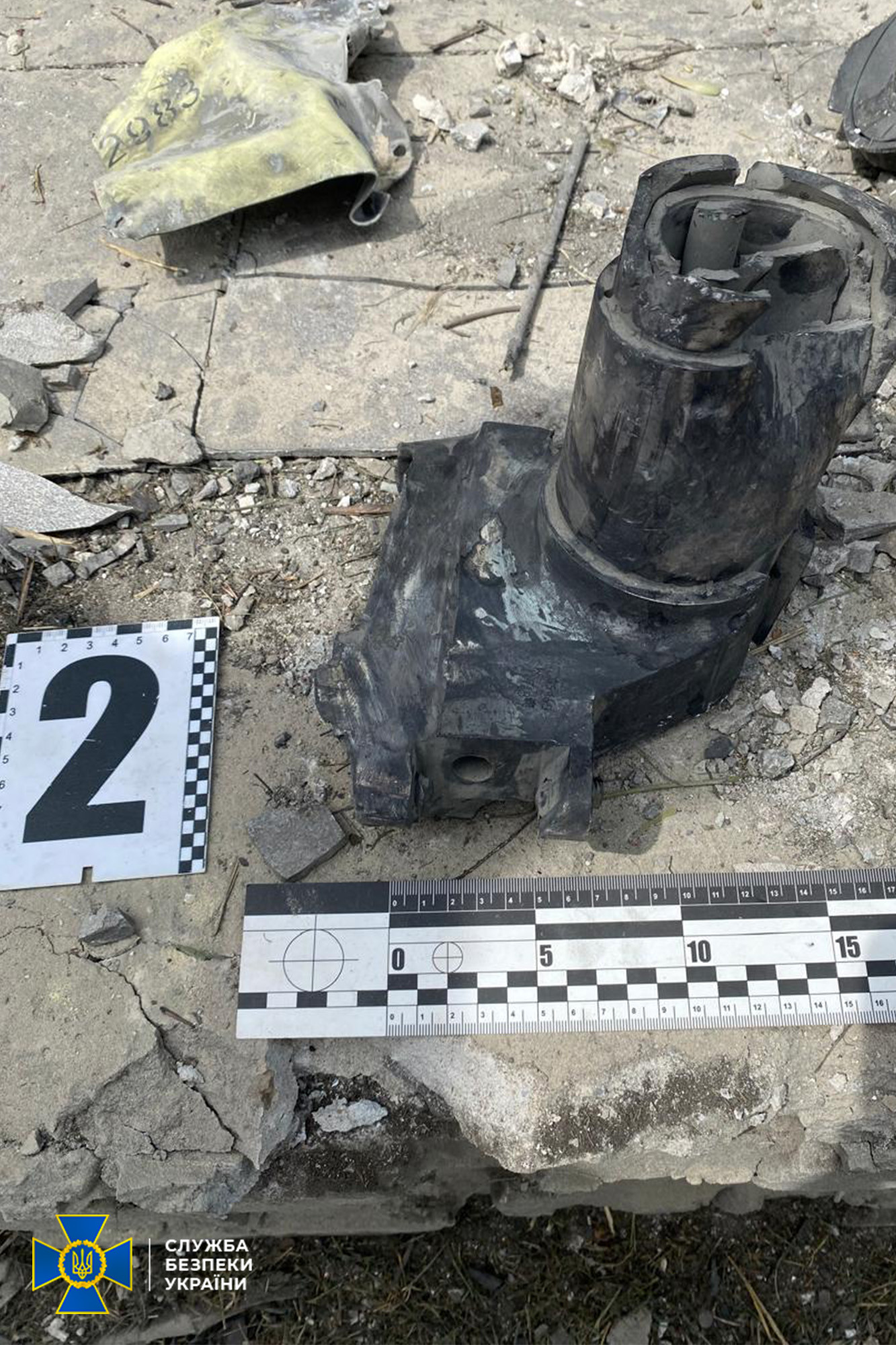
Несущий лонжерон и панель двигателя ракеты Х-101 с маркировкой, найденные на месте удара.

Удар по детской больнице «Охматдет» в Киеве был нанесён российской ракетой Х-101. По словам главы Минздрава Украины, в здании больницы на момент удара находилось 627 пациентов. Момент ракетного удара был зафиксирован на фото- и видеоматериалах. Согласно видеозаписям, ракета не была повреждена в результате работы украинской ПВО, летела по наклонной траектории и не вращалась вокруг собственной оси. Это свидетельствует о том, что ракета работала штатно и направлялась к цели, а не беспорядочно падала; характер взрыва свидетельствует о детонации боеголовки, а не о падении обломков.
Военный эксперт немецкого журнала Bild Юлиан Рёпке считает, что ракета была запущена с бомбардировщика Ту-95 в районе Каспийского моря. Военный аналитик украинского агентства Defense Express Иван Киричевский предположил, что по больнице могли запустить модификацию Х-101 под названием «Изделие 504АП», оборудованную в том числе оптической системой наведения, в пользу чего говорит удар в светлое время суток. Применение такой ракеты значило бы, что российские военные должны были загрузить в систему наведения изображение больницы.
Российские военные блогеры утверждали, что российские войска пытались нанести удар по машиностроительному заводу «Артём», расположенному приблизительно в 1,6 километрах от больницы «Охматдет» и на котором производятся авиационные ракеты. Институт изучения войны указал на то, что удар по заводу нанесла другая группа ракет. Аналитик Def Mon считает, что это свидетельствует о том, что удар по «Охматдет» не был основным, призвав не делать преждевременных выводов о преднамеренности или случайности удара по больнице.

## Расследование
Служба безопасности Украины сообщила, что на месте удара по детской больнице в Киеве были обнаружены обломки российской ракеты Х-101. СБУ завела уголовное дело, квалифицировав событие как военное преступление. Судебные эксперты Министерства юстиции Украины сделали предварительные выводы, согласно которым «на предоставленных фото- и видеоматериалах зафиксирован момент попадания российской ракеты Х-101 в детскую больницу „Охматдет“».
Глава Мониторинговой миссии ООН по правам человека в Украине Даниэль Белл сообщила, что анализ, проведённый организацией, указывает на то, что Россия нанесла удар непосредственно по больнице. Директор правозащитной организации Amnesty International по Восточной Европе и Центральной Азии Мари Стразерс сообщила, что видеозаписи удара по детской больнице в Киеве верифицированы экспертами организации, и подтвердила, что Россия нанесла удар крылатой ракетой.

## Реакция в России

### Ложные заявления о падении украинской ракеты
Министерство обороны РФ, не упомянув детскую больницу, заявило, что обвинения России в целенаправленных ударах по гражданским объектам «абсолютно неточные», и что фото и видео «недвузначно подтверждают» разрушения в Киеве вследствие «падения украинской ракеты ПВО», не предоставив никаких доказательств в пользу этой версии. Пресс-секретарь президента России Дмитрий Песков отрицал, что Россия нанесла ракетный удар по детской больнице, и повторил бездоказательное утверждение о том, что разрушение больницы было вызвано падением украинской ракеты ПВО. Директор департамента информации и печати МИД России Мария Захарова сделала аналогичное бездоказательное заявление, указав также комплекс ПВО — NASAMS (с ракетами AIM-120). Одновременно Захарова обвинила власти Украины в том, что «бандеровцы сознательно размещают системы ПВО в жилых кварталах». Минобороны России заявило, что целями ракетного удара были объекты военной промышленности Украины и авиационные базы ВСУ, а сам удар был ответом на «попытки нанесения киевским режимом ущерба объектам российской энергетики и экономики». С начала полномасштабного вторжения в Украину в феврале 2022 года Россия ни разу не признала свою причастность к ударам по гражданским объектам.
Военные эксперты и аналитики отмечали, что заявления российских чиновников и Минобороны России противоречат картине, которая складывается из анализа нескольких видеозаписей обстрела, опровергнув версию российской стороны о зенитной ракете, заявили, что на видеоматериалах заснята атакующая больницу российская крылатая ракета Х-101. Так, военный обозреватель Русской службы Би-би-си Павел Аксёнов отмечал, что на видео в хвостовой части ракеты заметно утолщение, которое выглядит как двигатель российской ракеты, на другом видео хорошо слышен характерный свист работающего турбореактивного двигателя, присущий крылатым, а не зенитным ракетам, а характер движения ракеты указывает на то, что до последнего момента она была в управляемом полёте. Комментируя информацию провоенных российских комментаторов об обнаружении на земле поражающих элементов, соответствующих ракетам зенитных комплексов С-300, Аксёнов указал на то, что осколки могли упасть на землю после поражения зенитной ракетой цели в воздухе. Рассматривая версию с падением украинской зенитной ракеты, Аксёнов отметил, что ранее в подобных случаях ракеты падали в десятках километров от места запуска, когда как пусковые установки зенитно-ракетных комплексов ПВО, задействованных в обороне Киева, по мнению Аксёнова, должны быть размещены в самом городе, а не вдали от него. По мнению военного эксперта Юрия Фёдорова, полёт ракеты по наклонной траектории и характер взрыва не говорят в пользу версии обломков зенитной ракеты, так как обломки, скорее всего, падали бы вертикально, а взрыв должен был произойти от детонации серьёзной боеголовки. По мнению Института изучения войны и военного аналитика Яна Матвеева, внешний вид ракеты не соответствует ракетам зенитно-ракетных комплексов ПВО.
Расследовательская группа Bellingcat, анализируя видеозаписи удара, с помощью 3D-моделирования опровергла версию падения украинской ракеты AIM-120 и подтвердила, что на видеозаписях запечатлена российская крылатая ракета Х-101.

### Освещение в СМИ
Интернет-издания «Агентство. Медиа» и The Insider отметили, что российские телеканалы и крупные СМИ минимально осветили российский удар по больнице, не сообщив о разрушениях и погибших. Ранее аналогичная ситуация была с освещением удара по центру Винницы в июле 2022 года.
Издания «Коммерсантъ» и «Ведомости» впервые упомянули название больницы «Охматдет» на следующий день после удара. Интернет-издание «Лента.ру» опубликовало статью с вводящим в заблуждение заголовком «В США рассказали о замалчивании фактов о падении ракеты ВСУ в Киеве», в которой приведены слова посла России в Вашингтоне Анатолия Антонова.
Издание «Комсомольская правда» опубликовало статью «„У нас все знают — русские по мирным не бьют“: Киевляне ответили на ложь Зеленского про удар по больнице „Охматдет“». В статье были приведены слова «киевлянки» Виктории Кузнецовой, которая, согласно изданию, «накануне СВО приехала в Россию, да здесь и застряла», но осведомлена о «буднях Одессы и Киева под гнётом режима Зеленского».
На следующий день после удара российское правительство перестало замалчивать атаку по Охматдету и запустило кампанию дезинформации об ударе. Обозреватель российского телеканала «Царьград» опубликовал статью, в которой призвал признать намеренность удара по детской больнице.

## Осуждение обстрела
ООН резко осудила российский ракетный удар по Украине. Гуманитарный координатор ООН в Украине Дениз Браун отметила, что, «согласно международному гуманитарному праву, больницы имеют особую защиту». 9 июля по просьбе США, Великобритании, Франции, Словении и Эквадора состоялось заседание Совета безопасности ООН для обсуждения ракетного обстрела Украины. Верховный представитель ЕС по иностранным делам и политике безопасности Жозеп Боррель осудил удар по детской больнице в Киеве, обвинив Россию и повторив призыв к усилению украинской ПВО.
Президент Молдовы Майя Санду осудила удар по больнице, сказав, что «убийство детей — это не идеология, не геополитика и не политические дебаты». Министр иностранных дел Италии Антонио Таяни сказал, что его «поразили кадры взрывов в Киеве», назвав ракетные удары военными преступлениями. Министр иностранных дел Чехии Ян Липавский на фоне российского удара раскритиковал премьер-министра Венгрии Виктора Орбана, занимающегося так называемой миротворческой миссией, сказав, что «пока полезные идиоты бредят о мире с Путиным, он посылает ракеты в детскую больницу». США осудили «варварский» удар Москвы по детской больнице в Киеве, назвав его преднамеренной атакой со стороны России.